# Šurice
Šurice, ungarisch Sőreg (bis 1948 slowakisch zeitweise „Šireg“; ungarisch bis 1895 Söreg) ist eine Gemeinde im Süden der Slowakei mit 455 Einwohnern (Stand 31. Dezember 2024). Sie gehört zum Okres Lučenec, einem Kreis des Banskobystrický kraj, und ist zugleich Teil der traditionellen Landschaft Gemer.

## Geografie

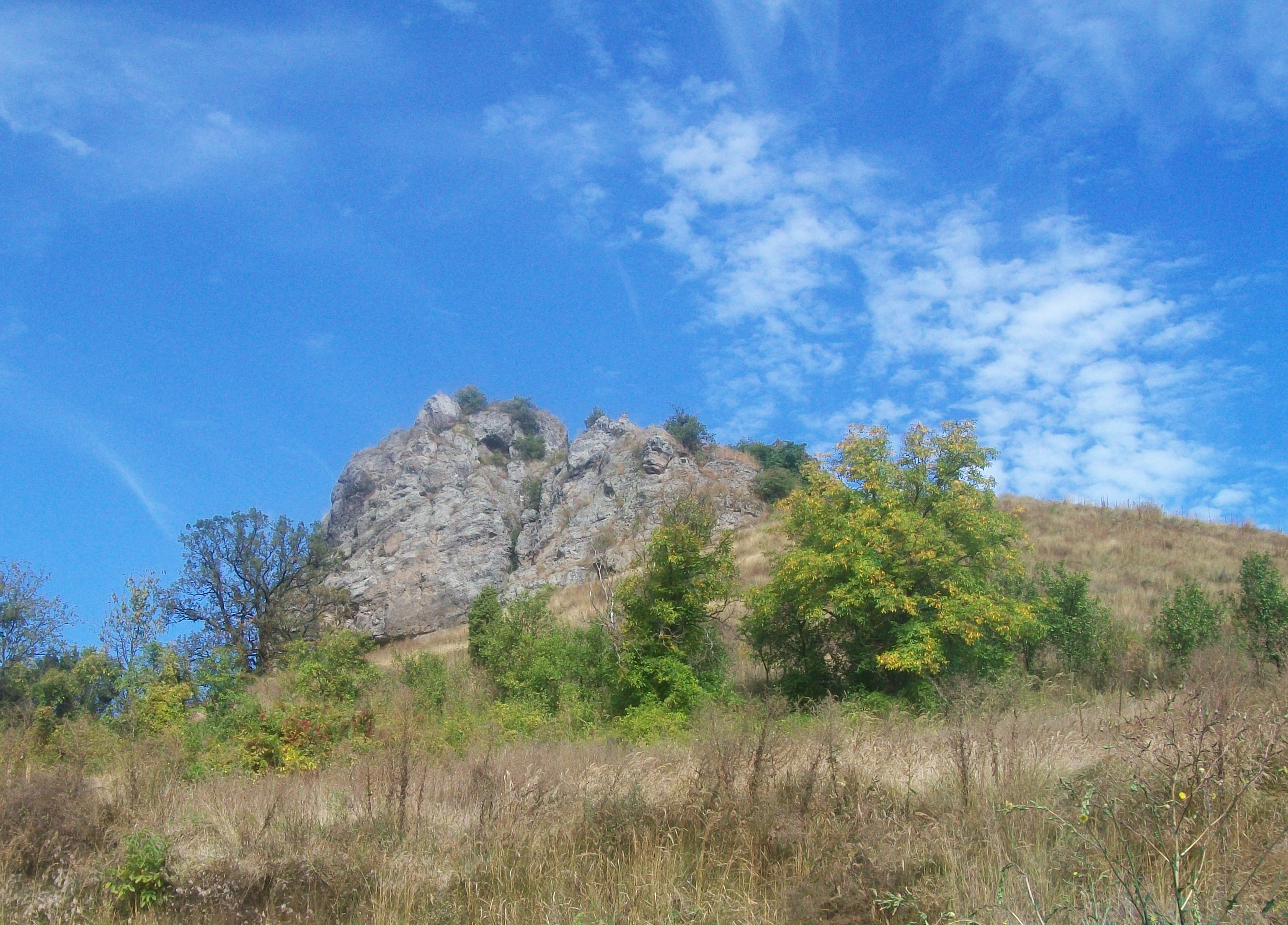
Felsenformation Soví hrad in Šurice

Die Gemeinde befindet sich im Mittelteil des Berglands Cerová vrchovina, am Oberlauf des Čamovský potok im Einzugsgebiet der Suchá und somit des Ipeľ. Oberhalb des bebauten Ortsgebiets erstreckt sich die Felsenformation Soví hrad (wörtlich Eulenburg). Das Ortszentrum liegt auf einer Höhe von 215 m n.m. und ist 10 Kilometer von Fiľakovo sowie 25 Kilometer von Lučenec entfernt.
Nachbargemeinden sind Blhovce im Norden, Hajnáčka im Osten, Stará Bašta im Süden, Radzovce im Südwesten und Čamovce im Westen.

## Geschichte
Šurice wurde zum ersten Mal 1245 als Seuger schriftlich erwähnt und entstand unterhalb einer Burg, die im 15. und 16. Jahrhundert verödete. In der zweiten Hälfte des 13. Jahrhunderts wurde die Familie Kazai Besitzer, später folgten die Familien Lórantffy (1427), Bornemissa (16. Jahrhundert), Fáy und Madarassy (beide 18. Jahrhundert). Im 16. und 17. Jahrhundert war der Ort gegenüber dem Osmanischen Reich tributpflichtig und war nur noch zu einem Viertel bewohnt. Auch Kuruzzenaufstände und eine Pestepidemie im Jahr 1740 betrafen das Dorf. 1828 zählte man 65 Häuser und 560 Einwohner, die als Landwirte beschäftigt waren.
Bis 1918/1919 gehörte der im Komitat Gemer und Kleinhont liegende Ort zum Königreich Ungarn und kam danach zur Tschechoslowakei beziehungsweise heute Slowakei. Auf Grund des Ersten Wiener Schiedsspruchs lag er von 1938 bis 1944 noch einmal in Ungarn.

## Bevölkerung
| Jahr                | 1994 | 2004     | 2014    | 2024     |
| ------------------- | ---- | -------- | ------- | -------- |
| Anzahl der Personen | 572  | 513      | 516     | 455      |
| Unterschied         |      | −10,31 % | +0,58 % | −11,82 % |

| Jahr                | 2023 | 2024    |
| ------------------- | ---- | ------- |
| Anzahl der Personen | 454  | 455     |
| Unterschied         |      | +0,22 % |

Gemäß der Volkszählung 2011 wohnten in Šurice 481 Einwohner, davon 390 Magyaren, 62 Slowaken und ein Tscheche. Ein Einwohner gab eine andere Ethnie an und 27 Einwohner machten keine Angabe zur Ethnie.
421 Einwohner bekannten sich zur römisch-katholischen Kirche, sechs Einwohner zur Evangelischen Kirche A. B. und vier Einwohner zur reformierten Kirche. Neun Einwohner waren konfessionslos und bei 41 Einwohnern wurde die Konfession nicht ermittelt.

## Bauwerke und Denkmäler

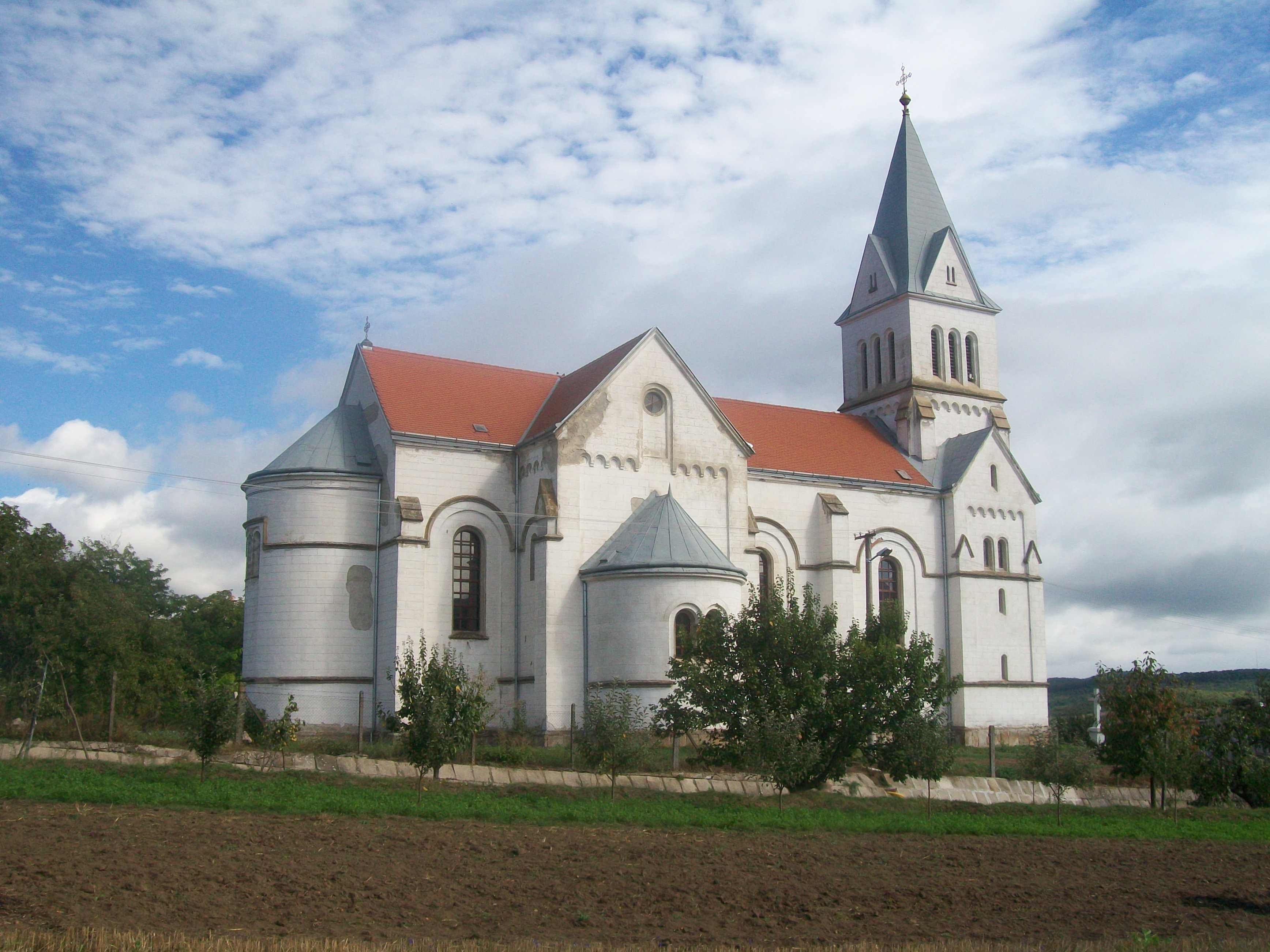
Erzengel-Michael-Kirche

- römisch-katholische Erzengel-Michael-Kirche im neoromanischen Stil aus dem Jahr 1868[6]

## Verkehr
Nahe Šurice führt die Straße 2. Ordnung 571 zwischen Fiľakovo und Jesenské sowie die Bahnstrecke Bánréve–Fiľakovo mit dem Bahnhof Hajnáčka knapp außerhalb des Gemeindegebiets.